# Neil Farrugia
 (décembre 2024).
Le contenu est difficilement compréhensible vu les erreurs de traduction, qui sont peut-être dues à l'utilisation d'un logiciel de traduction automatique.
Neil Farrugia, né le 19 mai 1999 à Paris en France, est un footballeur franco-irlandais qui joue comme milieu de terrain pour le Barnsley FC. Il a représenté la république d'Irlande dans les différentes catégories de jeunes.

## Biographie
Né à Paris, en France, d'un père français et d'une mère irlandaise, Farrugia - qui est  bilingue français-anglais - a grandi en région parisienne avant de déménager à Dublin à l'âge de 7 ans où il a joué pour  St James' Athletic, St Joseph's Boys et Belvedere . Il a ensuite rejoint l'académie des jeunes de l'université de  UCD en 2015.  
En arrivant à Dublin, il fréquente d'abord l'école primaire française dans le quartier de Foxrock puis l'école secondaire irlandaise St Andrew's College à Blackrock. Il est nommé joueur scolaire de l'année pour 2016-17,.
Le 24 février 2017, Farrugia fait ses débuts seniors pour UCD lors du match d'ouverture de la saison 2017 de la deuxième division de la Ligue d'Irlande, lors d'une victoire 1-0 à l'extérieur contre Cabinteely. Il marque le premier but de sa carrière senior le 13 juillet 2018 lors d'une victoire 3-0 à l'extérieur contre Wexford à Ferrycarrig Park. Farrugia fait partie de l'équipe qui remporte le titre de première division de la Ligue d'Irlande 2018, obtenant ainsi la promotion en Premier Division. Son premier but en Premier Division est survenu le 25 février 2019, lorsqu'il a ouvert le score lors d'une défaite 2-1 à l'extérieur contre les champions en titre Dundalk à Oriel Park. 
Pendant sa période à UCD, Farrugia a effectué plusieurs essais avec des clubs anglais comme l'équipe U23 de Manchester City  mais aussi QPR en Championships mais a choisi de rester en Irlande pour terminer ses études en sciences biomédicales à l'University College Dublin.
Le 26 juin 2019, Farrugia signe pour Shamrock Rovers. Le 3 novembre 2019, il entre en jeu lors de la finale de la FAI Cup 2019, alors que son équipe remportait le trophée après une victoire aux tirs au but contre Dundalk à l'Aviva Stadium. Ses premières années au club ont été gâchées par des blessures, ce qui lui a valu de manquer de nombreux matches, avec 17 apparitions, soit le nombre le plus élevé qu'il ait fait en une saison jusqu'en 2022. 
Après une campagne impressionnante en 2022 et une bonne forme continue en 2023, la forme de Farrugia l'a vu appelé dans l'équipe de la république d'Irlande pour un camp d'entraînement en mai 2023.
Farrugia est éligible pour jouer pour la république d'Irlande, la France, l'Espagne et Malte, mais a opté pour l'Irlande au cours de sa carrière de jeune et a refusé les approches de Malte pour une convocation internationale. Farrugia a représenté les équipes U19 et U21 de la république d'Irlande, marquant lors de ses débuts avec les U21 lors d'une victoire 3-0 contre les U21 du Luxembourg au stade de Tallaght le 24 mars 2019. En mai 2023, l'ancien manager des moins de 21 ans Stephen Kenny l'a appelé pour la première fois dans l'équipe senior de la république d'Irlande, pour un camp d'entraînement à Bristol, en Angleterre, avant de le mettre en réserve pour les matches de juin 2023 contre la Grèce et Gibraltar.
Farrugia a obtenu en 2020 un diplôme en sciences biomédicales à l'University College Dublin.

## Statistiques
| Saison                | Club                  | Championnat           | Championnat | Championnat | Coupe(s) nationale(s) | Coupe(s) nationale(s) | Compétition(s) continentale(s) | Compétition(s) continentale(s) | Compétition(s) continentale(s) | Total | Total |
| Saison                | Club                  | Division              | M.          | B.          | M.                    | B.                    | Comp.                          | M.                             | B.                             | M.    | B.    |
| 2017                  | UCD                   | First Division        | 5           | 0           | 1                     | 0                     | -                              | -                              | -                              | 6     | 0     |
| 2018                  | UCD                   | First Division        | 11          | 1           | 4                     | 0                     | -                              | -                              | -                              | 15    | 1     |
| 2019                  | UCD                   | Premier Division      | 18          | 1           | 1                     | 1                     | -                              | -                              | -                              | 19    | 2     |
| 2019                  | Shamrock Rovers       | Premier Division      | 3           | 0           | 1                     | 0                     | -                              | -                              | -                              | 4     | 0     |
| 2020                  | Shamrock Rovers       | Premier Division      | 14          | 1           | 2                     | 0                     | -                              | 2                              | 0                              | 18    | 1     |
| 2021                  | Shamrock Rovers       | Premier Division      | 11          | 0           | 0                     | 0                     | -                              | 0                              | 0                              | 11    | 0     |
| 2022                  | Shamrock Rovers       | Premier Division      | 23          | 3           | 4                     | 0                     | -                              | 11                             | 0                              | 38    | 3     |
| 2023                  | Shamrock Rovers       | Premier Division      | 11          | 0           | 1                     | 0                     | -                              | 0                              | 0                              | 12    | 0     |
| 2024                  | Shamrock Rovers       | Premier Division      | 19          | 2           | 2                     | 0                     | -                              | 9                              | 1                              | 30    | 3     |
| Total sur la carrière | Total sur la carrière | Total sur la carrière | 97          | 10          | 15                    | 1                     | -                              | 22                             | 1                              | 134   | 12    |